# Maria Badulina-Bova
Maria Badulina-Bova est une boxeuse ukrainienne née le 28 février 1988 à Kiev.

## Carrière
Sa carrière amateur est marquée par un titre de championne du monde en 2012 dans la catégorie poids welters.

## Palmarès

### Championnats du monde de boxe
- Médaille d'or en -69 kg en 2012 à Qinhuangdao, Chine[1]
- Médaille d'argent en -64 kg en 2018 à New Delhi, Inde

### Championnats d'Europe de boxe
- Médaille d'argent en -69 kg en 2011 à Rotterdam, Pays-Bas
- Médaille de bronze en -64 kg en 2018 à Sofia, Bulgarie
- Médaille de bronze en -64 kg en 2019 à Alcobendas, Espagne